# Кыртомка
Кы́ртомка — река в России, протекает по Алапаевскому району Свердловской области. Устье реки находится в 1,7 км по правому берегу реки Тагил, рядом с селом Болотовским. Длина реки Кыртомки составляет 81 км. Площадь водосборного бассейна — 1090 км².
Высота истока — 140 м над уровнем моря. Высота устья — 65 м над уровнем моря.
На Кыртомке расположен посёлок Муратково, возле которого над рекой построен мост Алапаевской узкоколейной железной дороги.
Система водного объекта: Тагил → Тура → Тобол → Иртыш → Обь → Карское море.

## Притоки
- 19 км: Анискина
- 33 км: Майка
- 41 км: Березовка
- 48 км: Гаревка
- 60 км: Паньшинка

## Данные водного реестра
По данным государственного водного реестра России, Кыртомка относится к Иртышскому бассейновому округу, речному бассейну Иртыша, речному подбассейну Тобола. Водохозяйственный участок — Тагил от города Нижнего Тагила и до устья.
Код объекта в государственном водном реестре — 14010501512111200005859.